# Christopher Cassidy
Christopher John Cassidy (Salem, 4 gennaio 1970) è un ex militare e astronauta statunitense che ha partecipato alle missioni spaziali STS-127, Expedition 35/36 e Expedition 63 sulla ISS.

## Studi e carriera militare
Cassidy ha completato la Naval Academy Prep School a Newport, a Rhode Island, nel 1989 e ha conseguito una laurea in matematica all'United States Naval Academy nel 1993. Nel 1994 ha superato l'addestramento Basic Underwater Demolition/SEAL (BUD/S) Class 192. Nel 2000 ha continuato gli studi con una laurea specialistica in Ingegneria oceanica al Massachusetts Institute of Technology (MIT). 
Per dieci anni ha fatto parte dei Navy SEAL, prendendo parte a quattro dispiegamenti di sei mesi ciascuno: due in Afghanistan e due nel Mar Mediterraneo. Cassidy è stato Executive Officer e Operations Officer del Special Boat Team Twenty a Norfolk, e comandante di plotone del SEAL Team 3 in Coronado. Ha inoltre preso parte a una missione di due settimane in Afghanistan dopo l'11 settembre 2001, come comandante delle forze d'assalto terrestri per le missioni internazionali e statunitensi in Afghanistan, e guidato due mesi di abbordaggi non regolari nel Golfo persico settentrionale. È stato comandante plotone del mini sommergibile biposto, il SEAL Delivery Vehicle (SDV) e del dry deck shelter del SDV Team 2. Il capitano Cassidy durante la carriera nei SEAL ha accumulato più di 200 ore sott'acqua come pilota/navigatore/comandante di missione dell'SDV.

## Carriera come astronauta
Cassidy è stato selezionato come astronauta del Gruppo 19 degli astronauti NASA nel maggio del 2004. A febbraio del 2006 ha completato l'addestramento di candidato astronauta (ASCAN) che comprendeva la conoscenza dei sistemi e delle procedure dello Shuttle e della Stazione spaziale internazionale (ISS), attività extraveicolari (EVA), addestramento di volo a bordo del T-38 e prove di sopravvivenza nelle zone boschive e nell'acqua. In attesa di assegnazione ad una missione, ha lavorato come CAPCOM nel Centro di Controllo di Houston (MCC-H). È stato inoltre responsabile dell'EVA branch dell'Ufficio Astronauti e tra il 2015 e il 2017 Capo dell'Ufficio astronauti. Il 28 maggio 2021 si ritira dalla NASA dopo 17 anni di carriera.

### STS-127
Il 15 luglio 2009 è partito con il ruolo di Specialista di missione a bordo dello Shuttle Endeavour per la missione STS-127. La missione aveva come obiettivo la consegna alla ISS dell'Exposed Facility (JEM‐EF) e dell'Experiment Logistics Module Exposed Section (ELM‐ES) giapponesi, e il loro assemblaggio sul JEM grazie a cinque attività extraveicolari, tre delle quali svolte da anche Cassidy. Dopo 16 giorni in orbita l'equipaggio è atterrato a Kennedy Space Center. 

### Expedition 35/36
Il 18 febbraio 2011 la NASA ha ufficializzato l'assegnazione di Cassidy come membro della Sojuz TMA-08M con il comandante Pavel Vinogradov e l'ingegnere di volo 1 Aleksandr Misurkin per le Expedition 35/36. Il 18 agosto 2011 l'equipaggio ha partecipato all'addestramento di sopravvivenza in acqua del GCTC. Il 28 marzo 2013 è partito per la sua seconda missione, utilizzando per la prima volta il profilo di volo veloce per attraccare alla Stazione, sei ore di viaggio invece dei soliti due giorni. Sulla ISS ad attenderli c'erano il comandante della ISS Chris Hadfield, l'astronauta Tom Marshburn e il cosmonauta Roman Romanenko. Durante la sua permanenza a bordo, Cassidy ha svolto centinaia di esperimenti scientifici, manutenzione della Stazione e tre EVA, di cui una di emergenza per sostituire una pompa che perdeva ammoniaca e una interrotta a causa della presenza d'acqua all'interno del casco dell'astronauta Luca Parmitano.

### Expedition 63
A luglio 2018 ha partecipato con Nikolaj Tichonov e Andrej Babkin all'addestramento sull'acqua e nel febbraio 2019 a quello invernale con Akihiko Hoshide in vista di una futura assegnazione ad una missione. È stato assegnato come membro dell'equipaggio della Sojuz MS-16 (Expedition 63) con Tichonov e Babkin, ma due mesi prima del lancio questi ultimi sono stati sostituiti con Anatolij Ivanišin e Ivan Vagner a causa dell'infortunio di Tichonov. Il 9 aprile 2020 è partito per la sua terza missione spaziale ed è attraccato alla ISS sei ore dopo. Il 17 aprile ha ricevuto il comando della ISS da Oleg Skripočka per i sei mesi dell'Expedition 63. Dopo 196 giorni di missione, il 22 ottobre 2020, è atterrato nel Kazakistan.

## Carriera dopo la NASA
Il 24 agosto 2021 divenne presidente e CEO del National Medal of Honor Museum Foundation.

## Vita privata
Cassidy è sposato con Julie Byrd e hanno tre figli. Nel tempo libero gli piace partecipare alle gare di triathlon, fare jogging e trekking e andare in bici.